# Radio Nacional de España
Radio Nacional de España (RNE) – hiszpańskie radio publiczne, nadające od 1937. Wchodzi w skład grupy RTVE, której zadaniem jest przygotowanie programu radiowego i telewizyjnego na terenie Hiszpanii.
Radio Nacional de España oficjalnie powstało w Salamance 19 stycznia 1937, w szczytowym okresie hiszpańskiej wojny domowej (1936–39) i było zależne od niedawno utworzonej Delegación de Estado para Prensa y Propaganda (Delegacji Państwowej ds. Prasy i Propagandy). Studia stacji znajdowały się w Palacio de Anaya, siedzibie Oficina de Prensa y Propaganda (Biura Prasy i Propagandy), którego pierwszymi dyrektorami byli także RNE.

W latach 1949 – 1975 RNE nadawało audycje propagandowe w języku polskim, pełniąc rolę podobną do utworzonego później Radia Wolna Europa.
Pierwszy nadajnik RNE miał moc nadawczą 20 kW i został skonstruowany przez Telefunken. Był on prezentem od rządu III Rzeszy dla frankistowskiej Hiszpanii.
Korporacja przyczyniła się do produkcji ponad 300 filmów, z których wiele otrzymało nagrody na międzynarodowych festiwalach filmowych na całym świecie. Od 1979 do 1987 roku druga sieć radiowa, znana jako Radiocadena Española była również częścią RTVE. Stacje RCE, w przeciwieństwie do RNE, wyświetlały reklamy. RCE została połączona z RNE w 1989 roku.

## Stacje
| Logo | Stacja i opis |
| ---- | --- |
|      | Radio Nacional (dawniej Radio 1): ogólna stacja radiowa RTVE. Obejmuje głównie wiadomości i inne programy. Zaczął nadawać w 1937 roku. |
|      | Radio Clásica (dawniej Radio 2): nadaje głównie muzykę klasyczną. Rozpoczął nadawanie w 1965 roku. |
|      | Radio 3: nadaje programy kulturalne i alternatywne skierowane do nastolatków. Zaczął nadawać w 1979 roku. |
|      | Ràdio 4: stacja w języku katalońskim skierowana do osób mieszkających w Katalonii. Powstała w 1988 roku. |
|      | Radio 5 (dawniej Radio 5 Todo Noticias): 24-godzinna stacja radiowa. Zaczęła nadawać w 1994 roku. |
|      | Radio Exterior: międzynarodowa stacja nadawcza na falach krótkich, z widownią liczącą 80 milionów słuchaczy. Jest również nadawana przez DAB dla Hiszpanii i przez satelitę. Transmisje nadawane są w języku hiszpańskim, francuskim, arabskim, ladino, portugalskim, rosyjskim i angielskim. |